# Wąsatka
Wąsatka (Panurus biarmicus) – gatunek niewielkiego ptaka osiadłego lub koczującego z rodziny wąsatek (Panuridae), której jest jedynym przedstawicielem. Zamieszkuje Eurazję. Nie jest zagrożony wyginięciem.

## Występowanie
Wąsatka zamieszkuje Europę (przeważnie plamowo) oraz Azję od Morza Kaspijskiego i Azji Mniejszej na wschód przez Azję Środkową aż po północno-wschodnie Chiny. W Polsce nieliczny lub bardzo nieliczny ptak lęgowy niżu, częstszy na zachodzie kraju (tam lokalnie liczny); liczebność krajowej populacji szacuje się na 1800–2500 par.

## Systematyka
Zanim wąsatkę wydzielono do osobnej rodziny, zaliczana była do ogoniatek (Paradoxornithidae), pokrzewek (Sylviidae) lub tymaliowatych (Timaliidae). Takson ten najbliżej spokrewniony jest ze skowronkami (Alaudidae).
Podgatunki
Wyróżniono trzy podgatunki P. biarmicus:
- P. biarmicus biarmicus – zachodnia, środkowa i południowa Europa do południowo-zachodniej Rosji, Bałkanów i zachodniej Turcji.
- P. biarmicus kosswigi – południowo-środkowa Turcja.
- P. biarmicus russicus – wschodnio-środkowa i wschodnia Europa przez południową Rosję do północno-wschodnich Chin, Mongolii, Kazachstanu i środkowej Turcji.

## Morfologia

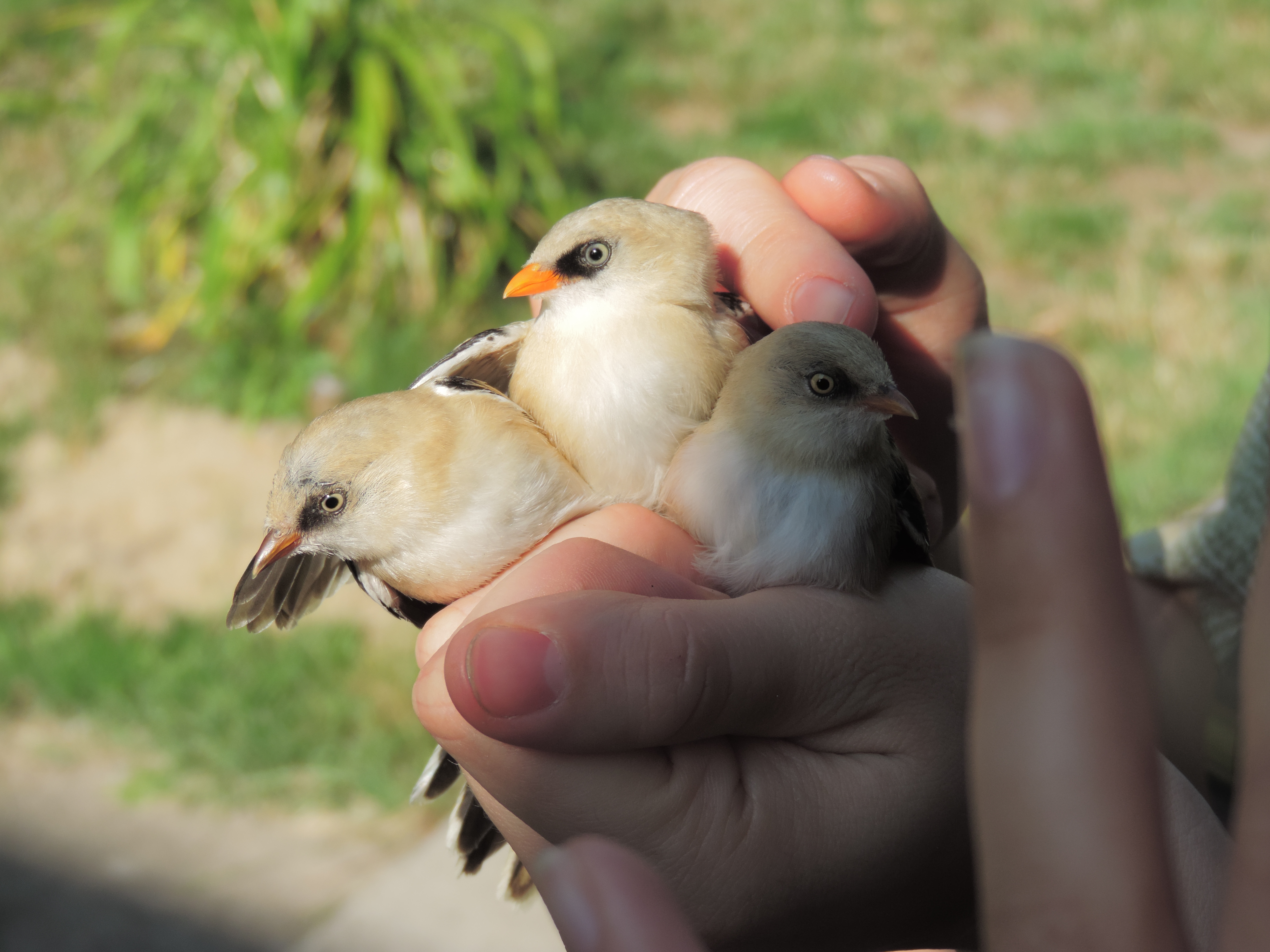
Młode samce

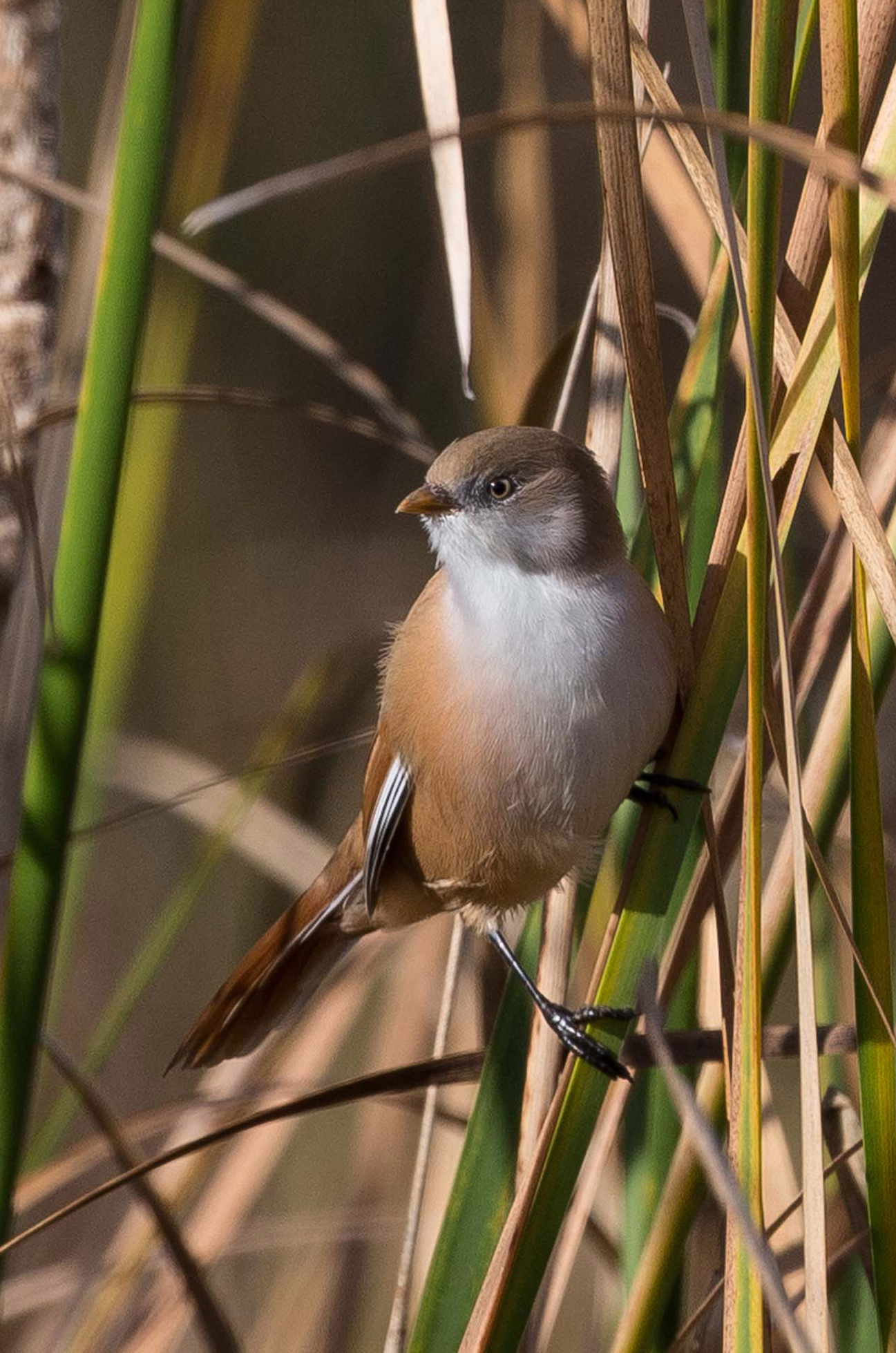
Samica wąsatki (Anglia)

WyglądUpierzenie ogólnie ciepłobrązowe. Bardzo długi ogon i krótkie skrzydła. Dziób ostry, lekko wygięty, żółty. U dorosłych samców głowa i kark jasnoszare, a pod oczami szerokie, czarne pasy, przypominające wąsy (stąd nazwa), które widoczne są z daleka. Skrzydła rdzawe, z czarnymi obrzeżeniami piór, natomiast samo obrzeżenie całego skrzydła jest białe. Pokrywy podogonowe czarne. Samice mają głowę płową z szarawym gardłem i bez „wąsów”. Młode w szacie juwenalnej podobne do samic, lecz z czarnym grzbietem, czarnym kantarkiem, czarnym obrzeżeniem ogona i w zależności od płci żółtym dziobem (u samców) i ciemnym (u samic).
PierzenieMłode osobniki przepierzają się do szaty dorosłej w czerwcu–październiku.
Wymiary średniedługość ciała: około 14,5–17 cm 
rozpiętość skrzydeł: 16–18 cm 
 masa ciała: 11–20,8 g

## Ekologia i zachowanie

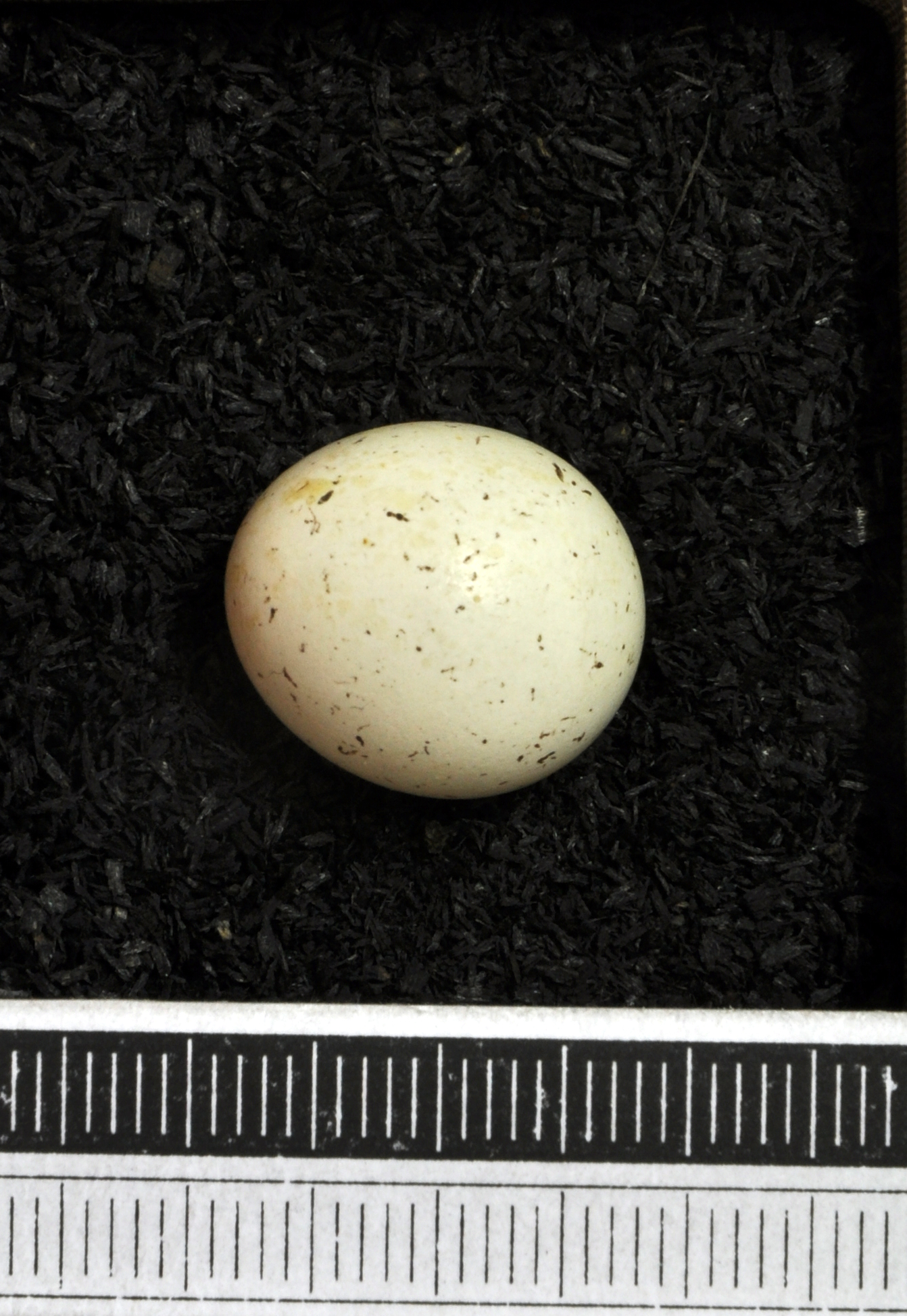
Jajo z kolekcji muzealnej

BiotopRozległe połacie trzcin na obrzeżach jezior i zarośnięte starorzecza.
GniazdoZnajduje się nisko nad wodą (zwykle od kilku do kilkudziesięciu cm nad wodą), umieszczone wśród trzcin, pałek lub turzyc. Ma postać głębokiego koszyka, zbudowanego z suchych liści trzciny oraz innych roślin i wyścielonego trzcinowymi kłosami i piórami. Niektóre gniazda posiadają daszek, który zbudowany jest z podobnych materiałów co gniazdo (liści sąsiednich kęp turzyc, liści pałki i innych roślin szuwarowych). Gniazduje zwykle w większych grupach (kilka lub kilkanaście par), a gniazda niekiedy znajdują się 1,5 m od siebie.

### Wysiadywanie jaj i opieka nad młodymi
Okres lęgowy u wąsatek może być bardzo wydłużony i trwać nawet 150 dni. Sezon lęgowy trwa od marca–kwietnia, a kończy się w sierpniu–wrześniu. Niektóre młode przystępują do lęgów w sierpniu–wrześniu tego samego roku, a pozostałe dopiero kolejnej wiosny.

#### Jaja i ich wysiadywanie
Dwa-cztery lęgi w roku – pod koniec kwietnia i w czerwcu. W zniesieniu 3–9 jaj o średnich wymiarach 18×14 mm, białych z rzadkimi ciemnobrązowymi plamkami i żyłkami. Ich wysiadywanie trwa od 10 do 13 dni i prowadzone jest przez zarówno samca, jak i samicę.
Odchów młodych
Młode karmione są karmione owadami i innymi bezkręgowcami. Pisklęta podczas karmienia ustawiają się w kolejce do pokarmu – jeśli pierwszy młody zostanie nakarmiony, przesuwa się w bok zgodnie z ruchem wskazówek zegara i wraca na koniec. Wnętrze dzioba u młodych posiada jasną plamkę, która ułatwia ich karmienie. Młode opuszczają gniazdo po 12-13 dniach, ale przez jeszcze kilka dni są karmione przez rodziców. Niedługo potem stają się samodzielne.
PożywienieWiosną i latem żywią się owadami oraz pająkami, natomiast jesienią i zimą zjadają nasiona trzcin, traw i innych roślin. Przejście na dietę roślinną wiąże się z przystosowaniami anatomicznymi; na ścianach żołądka wykształcają się twarde płytki, które razem z połykanymi w tym czasie kamyczkami tworzą sprawny mechanizm służący do rozdrabniania nasion.

## Status i ochrona
Międzynarodowa Unia Ochrony Przyrody (IUCN) uznaje wąsatkę za gatunek najmniejszej troski (LC – least concern) nieprzerwanie od 1988 (stan w 2025). Liczebność światowej populacji, wstępnie obliczona w oparciu o szacunki organizacji BirdLife International dla Europy z 2021 roku, zawiera się w przedziale 3,43–7,83 milionów dorosłych osobników. Globalny trend liczebności populacji oceniany jest jako wzrostowy.
Na terenie Polski wąsatka jest objęta ścisłą ochroną gatunkową. Na Czerwonej liście ptaków Polski została sklasyfikowana jako gatunek najmniejszej troski (LC). Zalecana ochrona biotopów lęgowych.